# 4 avril 1993
Le dimanche 4 avril 1993 est le 94e jour de l'année 1993.

## Naissances
- Cerys Hale, joueuse galloise de rugby à XV
- Daniela Bobadilla, actrice canadienne
- David Soria, footballeur espagnol
- Emeline Kaddour, judokate calédonienne
- Enrico Diamantini, joueur italien de volley-ball
- Frank Kaminsky, joueur américain de basket-ball
- Fre Achiri, joueuse camerounaise de basket-ball
- Gadwin Springer, joueur de rugby à XIII français
- John Bormann, joueur de baseball américain
- Lorenzo Savadori, pilote de moto italien
- Miguel Almonte, joueur de baseball dominicain
- Oskars Ķibermanis, bobeur letton
- Sam Hill, joueur anglais de rugby à XV
- Samir Carruthers, footballeur irlandais
- Skip Away (morte le 14 mai 2010), cheval de course américain
- Yhemolee, chanteur, acteur et personnalité des médias sociaux nigérian

## Décès
- Albert Fahmy Tadros (né le 8 août 1914), joueur égyptien de basket-ball
- Alfred Mosher Butts (né le 13 avril 1899), architecte américain
- Charles Elworthy (né le 23 mars 1911), officier supérieur de la Royal Air Force
- Edera Cordiale (née le 30 janvier 1920), athlète italienne
- Maria Winowska (née le 21 février 1904), journaliste polonaise
- Odette Renaud-Vernet (née en 1932), écrivaine et enseignante suisse
- Pierre de Cossé-Brissac (né le 13 mars 1900), mémorialiste et industriel français, 12e duc de Brissac

## Événements
- Première rencontre Eltsine-Clinton à Vancouver, Canada.
- Fin des champiuonnats du monde de curling féminin et masculin
- Sortie du film L'Amour d'Emmanuelle
- Fin du tour de Colombie 1993
- WrestleMania IX